# カネ＝タン＝ルシヨン
カネ＝アン＝ルシヨン （Canet-en-Roussillon フランス語発音: [kane ɑ̃ ʁusijɔ̃]、カタルーニャ語:Canet de Rosselló、オック語:Canet de Rosselhon）は、フランス、オクシタニア地域圏ピレネー＝オリアンタル県のコミューン。

## 地理
カネ＝タン＝ルシヨンは、ペルピニャンの東、地中海岸にある。市街地のちょうど北には、セルダーニュを源とするテート川の河口がある。まちは汽水性のカネ＝サン＝ナゼール湖（全長2km、最も広いところで3km）の南西部分と接している。湖は豊かな動植物の地である。カネとペルピニャン、2つの都市の間をつなぐ高速道路の存在のため、交通量が多い。

## 由来
最も一般的な解釈によれば、canetという名称は印欧語のkan（高さ）に由来するという。海を見下ろす丘には後世子爵の城と村ができ、これが名前の由来になった。
カネの名が初めて記されたのは1013年にCastellum de Canedとしてであった。1017年にはVilla de Caneto、1052年にCanetumであった。

## 歴史
先史時代の道具が見つかっていることから、カネには古くから人の定住があったことが証明されている。紀元前9世紀から紀元前8世紀にかけて、ケルト人が移住してきた。1970年代から1980年代にかけ、この時代の葬儀用壺が発掘された。ローマ時代のカネは、おそらくルスキノ（fr、ローマ都市）にとっての海への出口であったのだろう。商品の多くは浜で渡すことになるからである。Puig del Baja集落ではローマの占領跡が1980年代に発掘された。状態が悪かったため特定できなかったいくつかの建物の基礎部分が発見された。同じ場所から最近、6世紀から8世紀の間の、西ゴート時代の遺跡が発見された。西ゴートの定住地の存在を示唆する陶器が、再び出土した。
住民が現在のまちの場所、城の近くへ移動したのは、8世紀に情勢が不安定になったからである。おそらくこの時代に最初の防御施設がつくられた。城そのものはルサリョー伯ゴスフィードが治めていた1050年頃から知られていた。カネの領主は数世紀にわたって比較的強力で、多くの領土を持っていた。
1642年、まちはフランスからの攻撃で被害を受けた。多くの家屋が破壊された末にまちは解放された。1649年4月、ルイ14世によって憲章が付与され、ジョセフ・フォンタネラがカネ伯となった。彼はカタルーニャ、ルシヨン、セルダーニュの高官代理となった。18世紀初頭、ついに要塞が軍に放棄された。要塞はその後まちの採石場となった。
19世紀、まちを取り巻く壁が取り壊された。海水浴と関連した活動は、18世紀の小さな集まりの後に始まった。1900年、まちはメーターゲージの路面電車路線でペルピニャンと接続された（1950年代解体）。砂浜に沿って主だった建物ができていった。1909年、カネの浜は正式に海水浴場となった。1936年の有給休暇の導入で、次の年には成長率がさらに高くなった。しかし第二次世界大戦で成長が数年停止した。
1972年、カネ＝タン＝ルシヨンはサン＝ナゼールと合併したが、サン＝ナゼールは1983年に再度分離してコミューンとなった。現在のカネは夏と冬に活気に満ちている。

## 人口統計
| 1800年 | 1851年 | 1901年 | 1936年 | 1946年 | 1954年 | 1962年 | 1968年 | 1975年 | 1982年 | 1990年 | 1999年 | 2007年 |
| ------ | ------ | ------ | ------ | ------ | ------ | ------ | ------ | ------ | ------ | ------ | ------ | ------ |
| 281    | 509    | 1026   | 1238   | 1213   | 1853   | 2646   | 3658   | 5127   | 7219   | 7575   | 10182  | 12372  |

参照元:EHESSとINSEE

## 史跡
- 子爵の城 - 11世紀半ばにその存在が記されている。取り巻く壁の一部や、付属のサン・マルタン礼拝堂は同じ時代からある。何度か修復された。17世紀後半から一部放棄され始めた。サン・マルタン礼拝堂はまちの教区教会として機能した。
- サン・ジャック教会 - 1241年、カネ領主の遺言の中に教会の名が登場する。文書に記された時点では、教会はまちを取り巻く城壁の外側にあった。14世紀にはアラゴン王によって取り壊される。王はその後教会建設の資金調達を行っている。16世紀初頭に作業が行われた可能性があるが、正確な内容は曖昧なままである。革命後、内装の家具の大半が破壊された。1890年代に修復が行われた。

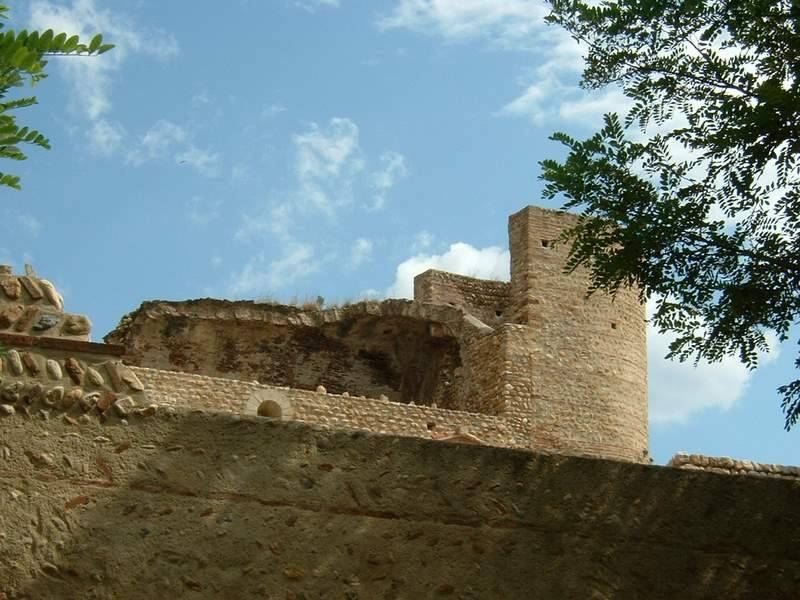
カネ城とサン・マルタン礼拝堂
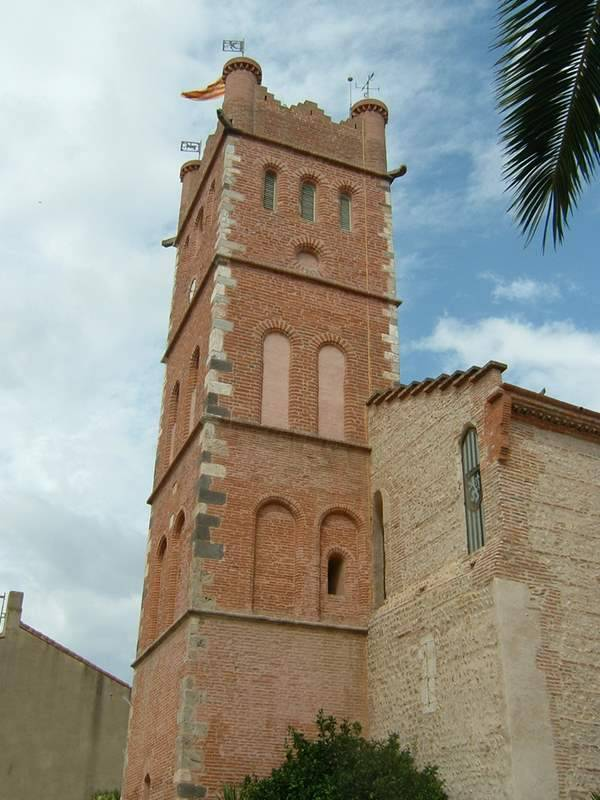
サン・ジャック教会

## 姉妹都市
- メイヌース、アイルランド